# 倫敦鎮區 (明尼蘇達州弗里伯恩縣)
倫敦鎮區（英語：London Township）是位於美國明尼蘇達州弗里伯恩縣的一個行政鎮區。

## 地方資料
倫敦鎮區的面積為93.50平方千米，當中陸地面積為93.49平方千米，而水域面積為0.01平方千米。根據2020年美國人口普查的數據，當地共有人口291人，而人口密度為每平方千米3.11人。